# Контрабанда кокаїну з посольства Росії в Аргентині

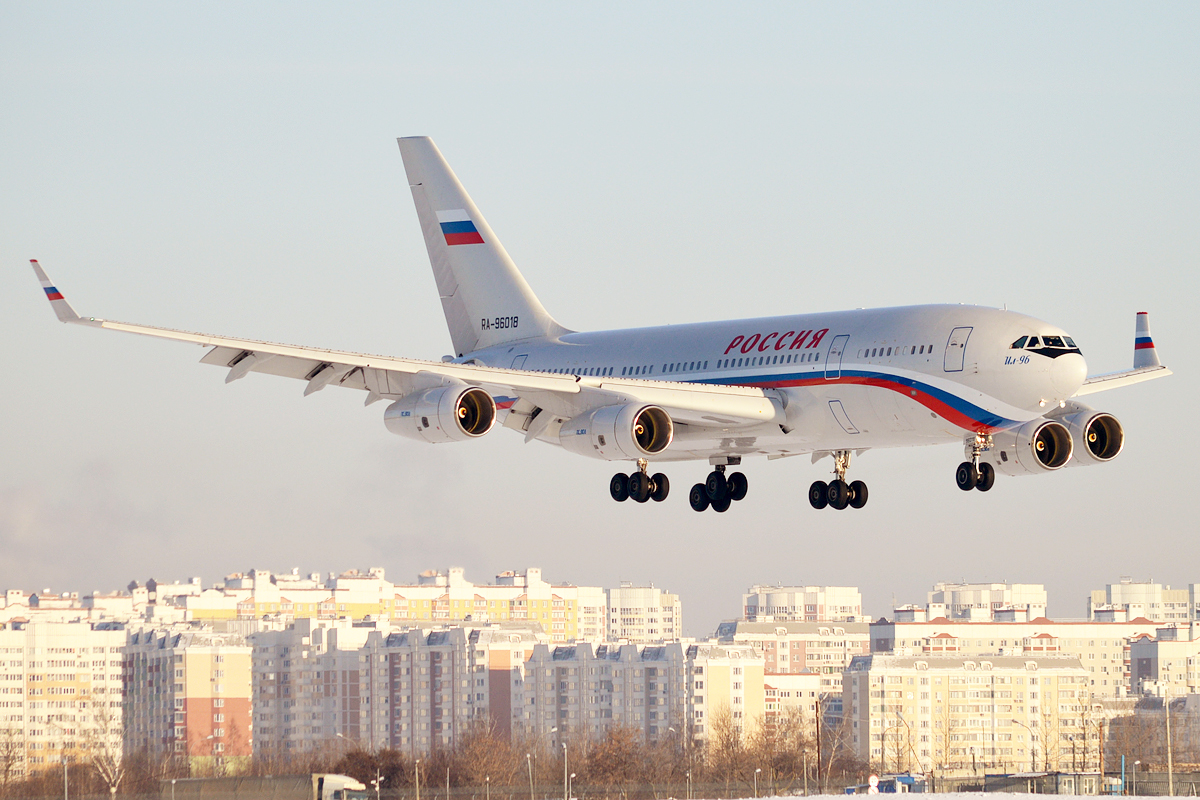
Літак льотного загону «Росія», задіяний у перевезенні

Контрабанда кокаїну з посольства Росії в Аргентині — факт незаконного постачання наркотичних засобів з Південної Америки в Росію та, ймовірно, країни ЄС через дипломатичні установи Росії. Канал викритий у ході спеціальної операції спецслужб Аргентини, проведеної в 2016—2018 роках. У російськомовних ЗМІ отримав назву «кокаїнова справа».
Операція почалася в грудні 2016 року після виявлення в школі на території посольства Росії в Буенос-Айресі 12 валіз з кокаїном загальною масою 389 кг на суму 50 млн. євро. В ході операції в Аргентині, Росії та Німеччині були арештовані 6 осіб, імовірно причетних до наркоторгівлі та/або контрабанди.
За твердженням МЗС Росії і Міністерства безпеки Аргентини, російські дипломати самі повідомили аргентинським спецслужбам про підозрілі валізи, в яких був виявлений кокаїн. За словами міністра безпеки Аргентини Патрісії Буллріч (Patricia Bullrich) «це була одна з найскладніших, екстравагантних і професійних спецоперацій по припиненню незаконного обігу наркотиків, яку Аргентина коли-небудь проводила».
Аргентинська преса опублікувала кілька роздруківок прослуханих спецслужбами Аргентини розмов контрабандистів один з одним і з іншими людьми, з яких випливає, що це був не перший випадок контрабанди, і що деякі співробітники посольства знали про цю схему.
У ході операції аргентинські спецслужби замінили кокаїн звичайним борошном. Потім цей вантаж був відправлений до Росії як дипломатичний. На опублікованих аргентинською поліцією світлинах і відео фігурує літак льотного загону «Росія», з бортовим номером RA-96023, який здійснює перевезення перших осіб Росії, у тому числі Володимира Путіна. Існують версії, що перевезення контролював особисто секретар Ради безпеки Росії Микола Патрушев. Цей літак також прилетів до Великої Британії 20 березня 2018 року за висланими внаслідок скандалу через отруєння Скрипалів російськими дипломатами.